# Het Mannekensblad
Het Mannekensblad (officiële titel: "Geïllustreerd weekblad voor de jeugd en het huisgezin") was een Vlaams familietijdschrift dat vanaf 18 oktober 1911 tot het uitbreken van de Eerste Wereldoorlog verscheen. Het blad bevatte onder meer tekststrips. De titel van het magazine was in Vlaanderen decennialang de courante term voor een stripblad. 

## Bron
- KOUSEMAKER, Kees en Evelien, "Wordt Vervolgd- Stripleksikon der Lage Landen", Uitgeverij Het Spectrum, Utrecht, Antwerpen, 1979, blz. 173.